# Anthracosiphon
Anthracosiphon  (лат.) — род тлей из подсемейства Aphidinae (Macrosiphini). Голарктика.

## Описание
Мелкие насекомые различной окраски, от красновато-коричневого до коричнево-чёрного, длина около 1,8—2,8 мм.
Ассоциированы с двудольными растениями Potentilla.
- Anthracosiphon crystleae Smith, C. F., 1983 — США[3]
- Anthracosiphon hertae Hille Ris Lambers, 1947 — Европа[1]